# Norme de qualité de l'air
 (octobre 2011).
 (août 2009).
Si vous disposez d'ouvrages ou d'articles de référence ou si vous connaissez des sites web de qualité traitant du thème abordé ici, merci de compléter l'article en donnant les références utiles à sa vérifiabilité et en les liant à la section « Notes et références ».
Une norme de qualité de l'air est une valeur quantitative prescrite concernant la qualité de l'air. Elle est définie par polluant, en fonction de la quantité et du type de ce polluant, en tenant compte d'autres paramètres physiques (température, humidité, pression...). Elle s'applique à l'air intérieur (public ou privé), à l'air du lieu de travail et/ou à l'air ambiant extérieur (l'air que chacun respire, pour lequel en France la loi sur l'air du 30 décembre 1996 impose qu'il « ne nuise pas à la santé publique » — voir immission —). Elle concerne aussi l'émission de certains rejets (émissions des industriels et autres émetteurs fixes — pollueurs réels ou potentiels —, émissions automobiles et autres émetteurs mobiles). La norme peut être définie par des acteurs internationaux, nationaux ou régionaux, et en premier lieu sous l'égide de l'Organisation des Nations unies avec l'Organisation mondiale de la santé (OMS) qui a publié en 1987 des recommandations de qualité de l'air pour la santé, et des valeurs guides pour l'air ambiant dans le monde (Air quality guidelines ou AQGs). Sur des bases scientifiques ces normes ont été mises à jour en 2005 puis deux rapports OMS ont ensuite synthétisé les données nouvelles sur le sujet : le rapport REVIHAAP (2013), parallèle à la mise à jour des politiques de l’Union européenne sur la pollution de l'air, puis un rapport de 2016, conforme aux engagements de l'OMS de réviser ses valeurs-guide probablement avant la fin-2020.

## Enjeux sanitaire
L'enjeu sanitaire est fort pour la population générale, et plus encore pour certaines populations vulnérables ou sensibles. 
Des données récentes étudiées par deux groupes d'experts missionnés par l'OMS en 2013 et 2015 ont montré que certains effets sanitaires ont été sous-estimés, notamment pour les PM10 et PM2,5, le NO2, le SO2 et l'O3. L'OMS a donc engagé en 2016 un travail de mise à jour de ses valeurs-guide (qui devrait aboutir vers 2020). En particulier les PM2,5 ont des effets neurodégénératifs et cognitifs qui avaient été sous-estimés sur le cerveau (de même pour le diabète).
En France selon l'Agence nationale de sécurité sanitaire de l'alimentation, de l'environnement et du travail (2017) et les statistiques de l'Agence nationale de santé publique (Santé publique France) pour 2016 : environ 48 000 décès par an étaient liés aux microparticules (PM2,5) avec une perte d’espérance de vie correspondante pouvant dépasser 2 ans. Selon Santé publique France, 17 700 décès pourraient être évités par an (soit 7 mois d’espérance de vie supplémentaire à 30 ans dans les villes de plus de 100 000 habitants) en respectant la valeur guide OMS de 10 μg.m−3 de PM2,5 (en moyenne annuelle). Respecter la valeur cible européenne pour 2020 (20 μg.m−3 de PM2,5 en moyenne annuelle) ne permettrait d'éviter que dix décès/an et de ne gagner que 1,5 mois d'espérance de vie en moyenne.
En 2013 environ 45 120 décès prématurés étaient imputables aux particules fines. D'autres polluants réglementés ont causé 8 230 morts prématurées (par inhalation de NO2) et 1 780 en raison du taux excessif d'ozone dans l'air.

## Champs d'applications

### Air intérieur public
L'air intérieur public est relativement peu réglementé.

#### En France
Hors réglementation sur le tabagisme actif ou passif (loi Évin), le code de l’environnement définit les règles à appliquer pour l'air ambiant.
En octobre 2009, l'Agence française de sécurité sanitaire de l'environnement et du travail (Afsset) a décidé d'élaborer des valeurs-guides de qualité d’air intérieur (VGAI). Elle y travaille sur la base de polluants à traiter en priorité, listés par l’Observatoire de la qualité de l'air intérieur (OQAI) et le groupe de travail « Index » de la Commission européenne, avec le Centre scientifique et technique du bâtiment (CSTB). Le Plan national santé-environnement (PNSE), et le Grenelle de l'environnement encouragent la réduction des toxiques émis par les matériaux de construction, avec réalisation début 2008 d'un protocole d'évaluation des risques sanitaires.
Des seuils ou niveaux de référence ont été établis pour le formaldéhyde et le monoxyde de carbone mais ils doivent encore être définis pour la plupart des douze produits retenus (méthanal, benzène, monoxyde de carbone, particules fines, naphtalène, phtalate de bis(2-éthylhexyle) (DOP), dioxyde d'azote, éthanal, trichloréthylène, perchloroéthylène, ammoniac et radon).

### Air intérieur privé
L'air intérieur privé concerne le domaine privé. Aucune norme ne s'y applique mais des recommandations sont prodiguées par exemple par les médecins de l'Association santé environnement France (ASEF).
Cet air est en moyenne plus chargé, plus nocif que l'air extérieur ambiant ; diverses études[réf. nécessaire] indiquent la présence de très nombreux polluants (selon le mode de vie et les pièces concernées) :
- en cuisine : des oxydes d'azote (si brûleurs au gaz), des imbrûlés, des HAP, de l'acroléine, etc. ;
- à l'atelier de bricolage : des solvants, des décapants, des colles (COV), des fumées, des poussières, des sciures de bois, etc. ;
- sur les tapis, les moquettes : des poussières, des acariens, etc. ;
- sur les bois, les revêtements de sols et d'autres matériaux imprégnés : des lasures, des solvants, des peintures, du méthanal, etc. ;
- sur certaines plantes : des allergènes ;
- dans le garage : des peintures ou des résines.

### Air du lieu de travail
En mars 2009, l’Association santé environnement France a lancé une étude sur la qualité de l’air dans dix crèches en France. Trois molécules furent analysées au rang desquelles le benzène et le méthanal, reconnus comme cancérigènes avérés, et les phtalates. Les résultats de l’enquête révèlent que dans une majorité de ces crèches, les taux de benzène et de formaldéhyde dépassent les valeurs de référence de l’Organisation mondiale de la santé,.

### Air ambiant extérieur, public
Les pestilences et nuisances odorantes sont signalées par les chroniqueurs depuis des siècles et sont parfois considérées comme source de maladie ou de décès.
En décembre 1915, le paragraphe intitulé « Propreté et sécurité de la voie publique » du Bulletin de Lille rappelle aux habitants « qu'ils ne doivent, ni secouer, ni battre les tapis sur la voie publique, ni jeter quoi que ce soit par la fenêtre, même des eaux propres (art. 617 du code des arrêtés municipaux). Cette interdiction s'applique également au fait de secouer des chiffons par les fenêtres, car il ne faut, d'aucune façon, souiller l'air par des poussières et particule domestiques. Toute infraction donne lieu à des poursuites devant le Tribunal de simple police et à l'application des peines prévues par la loi ».
Au fil des années, les normes de qualité de l'air ambiant extérieur sont devenues de plus en plus complètes et de plus en plus sévères. Une certaine uniformisation européenne, parfois mondiale, s'instaure également. Des indices de qualité de l'air sont établis, sur la base de sous-indices correspondant à quelques facteurs de la pollution de l'air.
Un exemple de sous-indice est l'indice fumée noire (FN), qui décrit le taux de particules de carbone dans l'air. Ce taux est corrélé en France au nombre quotidien de décès non accidentels, selon une étude basée sur des analyses faites de 1992 à 2010, à Paris et en proche couronne ; cette étude, conduite dans le cadre du Programme Erpurs, a testé quatre modèles et trouve dans tous les cas « un lien positif et significatif entre les particules ainsi mesurées et la mortalité totale non accidentelle. Une hausse de 10 µg/m3 des niveaux moyens de l’indice de fumée noire s’accompagne d’une augmentation de l’ordre de 0,4 % du nombre quotidien de décès ». Le risque ne semble pas avoir évolué avec le temps alors que de la composition de l'air pollué a changé au cours de l'étude.

#### Normes européennes
Les normes européennes de pollution actuelles évoluent régulièrement ; sont réglementés actuellement, dans l'air extérieur ambiant, les polluants suivants :
- dioxyde de soufre ou SO2 (valeur limite pour la protection de la santé humaine : centile 99,7 des moyennes horaires de l'année civile : 350 μg/m3 ; centile 99,2 des moyennes journalières de l'année civile : 125 μg/m3 ; valeur limite pour la protection des écosystèmes : 20 μg en moyenne annuelle et 20 μg/m3 en moyenne sur l'hiver). Le SO2 est très irritant et toxique, il provient principalement des combustions fossiles ;
- particules en suspension ou PM10 (valeur limite pour la protection de la santé : centile 90,4 : 50 μg/m3 des moyennes journalières de l'année civile ; moyenne annuelle : 40 μg/m3). Ce sont surtout les particules en suspension dont le diamètre est inférieur à 10 µm qui sont importantes (elles peuvent pénétrer profondément dans les voies respiratoires chargées de composés toxiques) ;
- dioxyde d'azote ou NO2 (valeur limite pour la protection de la santé humaine : centile 98 des moyennes horaires de l'année civile : 240 μg/m3, en 2006 ; moyenne annuelle : 48 μg/m3, en 2006 ; valeur limite pour la protection de la végétation (en zone éloignée d'habitation, d'industrie ou d'autoroute : 30 μg/m3 en NOx, avec NOx = NO + NO2, ces deux polluants étant exprimés en NO2). Il provient également des combustions fossiles et altère les fonctions respiratoires ;
- ozone ou O3 (valeur limite pour la protection de la santé humaine : maximum journalier de la moyenne glissante sur 8 heures : 120 μg/m3 ; valeur limite pour la protection de la végétation (AOT 40), calculée à partir de valeurs moyennes horaires mesurées de mai à juillet : 18 000 μg/m3 (moyenne calculée sur 5 ans). L'ozone se forme, sous l'action de la lumière, à partir du SO2 et du NO2 et provoque les mêmes effets ;
- monoxyde de carbone ou CO (valeur limite pour la protection de la santé humaine : 10 mg/m3 pour le maximum journalier de la moyenne sur 8 heures) ;
- benzène (valeur limite pour la protection de la santé humaine : 9 μg/m3 en 2006) ;
- métaux lourds : cadmium (Cd), nickel (Ni), arsenic (As), plomb (Pb), mercure (Hg) ;
- cadmium : valeur cible = 5 ng/m3, en moyenne de l'année civile du contenu total de la fraction PM10 ;
- nickel : valeur cible = 20 ng/m3 ;
- arsenic : valeur cible = 6 ng/m3 ;
- plomb : valeur limite < 0,9 μg/m3, en 2006 ;
- hydrocarbure aromatique polycyclique (HAP) (benzopyrène) ;
- benzopyrène : 1 ng/m3, en moyenne de l'année civile du contenu total de la fraction PM10.

La directive européenne de 2008 sur la surveillance de la qualité de l'air est en cours de révision depuis 2017, pour une mise à jour attendue en 2019.

## Métrologie de l'air ambiant
La métrologie de l'air ambiant consiste à déterminer quantitativement les principaux polluants que l'on peut rencontrer. Elle est en général sophistiquée et très spécifique, mais omet le suivi du taux d'oxygène[réf. nécessaire].
L'approche normative générale vise des objectifs de différentes natures : objectif de qualité, valeur limite en matière de protection de la santé humaine, de protection de la végétation et de protection des écosystèmes, et seuil d'alerte.
Les périodes de temps considérées varient en fonction du polluant concerné et de l'objectif visé : année civile (du 1er janvier au 31 décembre), hiver, été, journée, ou heure.
Selon les cas, les modes de calcul seront : moyenne (annuelle, journalière), moyenne mobile (sur 8 h), maximum journalier de la moyenne glissante, médiane, centiles (ex. : « centile 98 » noté P98).

### En France
En France, les normes et critères de qualité de l'air sont définis par le Code de l'environnement (articles R221-1 à R221-3). Un décret de 2010  transpose la directive 2008/50/CE du Parlement européen et du Conseil du 21 mai 2008. 
Ces normes sont réglementées au niveau départemental par arrêté préfectoral. Plusieurs polluants sont particulièrement réglementés et suivis : le plomb, le CO, le benzène, le dioxyde d'azote, le dioxyde de soufre et l'ozone et deux catégories de particules fines (PM2,5 et PM10). Les valeurs limites sont exprimées en moyenne horaire, sur trois heures (pour le CO), journalière et/ou annuelle selon les polluants. Deux types de niveaux de pollution peuvent être signalés : dépassement seuil de recommandation et d'information et d'un seuil d'alerte. 
Le second seuil entraîne obligatoirement des mesures d'abattement de la pollution que seul le préfet a l'autorité d'imposer (par arrêté préfectoral). Ces mesures peuvent concerner, avec diverses graduations possibles, en fonction de la gravité de l'épisode de pollution concerné, des diminutions ou arrêt des émissions des gros émetteurs industriels responsables de la pollution en cours (ex. : ralentissement de la production, changement de combustible, tel un fioul moins soufré que le fioul précédent, voire un arrêt de la production), ou peuvent également concerner les transports automobiles (ralentissements de la vitesse maximale autorisée sur un axe de circulation spécifique, ou circulation alternée en fonction de la plaque minéralogique du véhicule).
Ces mesures ont pour objectif de ralentir ou de prévenir un épisode de pollution particulier.

## Air et microbes
Les rayons UV du soleil désinfectent l'air, mais quand il est humide et riche en particules (poussières, pollens, suies, etc.) celles-ci peuvent servir de support à de nombreuses bactéries, virus, micro-organismes, spores de champignons, etc., qui sont alors facilement mis en suspension par le vent, les turbulences, le balayage, les flux de véhicules, etc.
C'est dans les villes denses que le taux de microbe était le plus élevé au siècle dernier. Iablokoff, naturaliste qui travaillait sur les forêts et leur naturalité, a comparé les taux de microbes d'endroits plus ou moins boisés, avec les résultats suivant :
- grands magasins à Paris : 4 000 000 microbes/m3 d'air ;
- grands boulevards : 575 000 microbes/m3 d'air ;
- Champs-Élysées : 88 000 microbes/m3 d'air ;
- parc Montsouris (boisé) : 1 000 microbes/m3 d'air ;
- forêt de Fontainebleau : 50 microbes/m3 d'air.

En 1956, d'autres mesures étaient :
- Vieux Nice : 465 000 microbes/m3 d'air ;
- Bordeaux (Parc) : 1 350 microbes/m3 d'air ;
- pineraie de La Porge : 30 microbes/m3 d'air.

## Air des émissions (ou des rejets)
La réglementation des émissions concerne essentiellement les gros rejets des industriels (émetteurs réels ou potentiels), et ceux liés à la circulation routière (automobiles, poids lourds, avions, etc.) ; dans ces deux cas, les normes de rejets sont réglementées par des prescriptions concernant les concentrations maximales de certains polluants spécifiques, au niveau de leurs rejets.

## Bilan atmosphérique de quatre grandes capitales

### Paris
Dans la capitale française, Airparif a enregistré une baisse de la pollution atmosphérique entre 2002 et 2007. L'amélioration technologique des véhicules et une politique des déplacements ont contribué à une diminution de 32 % des émissions d'oxyde d'azote et de 9 % de celles de gaz à effet de serre, soit 469 tonnes de CO2 en moins rejetées chaque jour par le trafic.

### Mexico
Nichée dans le cratère d'un ancien volcan à 2 240 m, Mexico était, en 1992, la ville la plus polluée du monde, et elle peine toujours à améliorer son air malgré l'interdiction périodique d'usage des voitures privées. À cette altitude, le taux d'oxygène de l'air empêche la combustion complète du carburant et entraîne de plus fortes émissions de monoxyde de carbone.

### Pékin
En vue de l'organisation des Jeux olympiques, Pékin veut devenir propre. À partir de 2005, un réseau de surveillance de l'air a été mis en place. Entre 2000 et 2005, l'émission de dioxyde de soufre augmente de 27 % en raison de l'utilisation du charbon pour fabriquer l'électricité, et le parc automobile se développe rapidement, avec 1 000 nouvelles immatriculations par jour.

### Delhi
La mégalopole indienne fait figure de mauvais élève. Son taux de particules fines atteint 543 microgrammes par mètre cube (le plafond annuel moyen recommandé par l'Organisation mondiale de la santé est de 20 μg/m3 pour les PM10 et de 10 μg/m3 pour les PM2,5) et la place en tête du classement des villes les plus polluées d'Asie. Cette pollution est responsable d'un décès toutes les heures, soit 9000 décès chaque année.